# Marele Buddha de la Kamakura

Marele Buddha, văzut din față.

Marele Buddha de la Kamakura, cunoscut și sub numele de Kōtoku-in, este o statuie din bronz al lui Buddha Amida din orașul Kamakura, Japonia.

## Istorie
Marele Buddha de la Kamakura a fost construit în anul 1253 de către sculptorul Ono Goroyemon, pe locul unei alte statui, din lemn, distrusă de o furtună prin anul 1248. Statuia a fost amplasată în vârful unei pante, înconjurată de un decor verde. Are o înălțime de 11,30 de metri și cântărește 93 de tone.
Marele Buddha a rezistat cutremurului din 1495, când toate clădirile din jur au fost distruse, acest lucru ridicând prestijiul lui Buddha în ochii oamenilor. În timpul marelui cutremur din 1923, baza statuii a fost distrusă, dar a fost reparată în 1925. Între anii 1960-1961, gâtul statuii a fost consolidat și s-au făcut mai multe reparați și s-au luat măsuri împotriva cutremurelor. 